# Liste der Landeswasserstraßen in Sachsen
Die Liste der Landeswasserstraßen nennt alle Wasserstraßen, deren Last das Bundesland zu tragen hat. Grundlage ist in der Regel das jeweilige Landeswassergesetz.

## Strecken
| Wasserstraße                                             | von                | bis                                       | Beschränkung                                                                                             |
| -------------------------------------------------------- | ------------------ | ----------------------------------------- | --- |
| Speicherbecken Knappenrode (Hoyerswerdaer Schwarzwasser) |                    |                                           | Fahrgastschifffahrt, nichtmotorangetriebener und elektromotorangetriebener Sportbootverkehr              |
| Talsperre Kriebstein (Zschopau)                          |                    |                                           | Fahrgastschifffahrt, Fährbetrieb, nichtmotorangetriebener und elektromotorangetriebener Sportbootverkehr |
| Vereinigte Mulde                                         | km 114,4           | km 118,3                                  | Fahrgastschifffahrt, Fährbetrieb, motorangetriebener Sportbootverkehr                                    |
| Vereinigte Mulde                                         | km 135,8           | km 138,0                                  | Fahrgastschifffahrt, Fährbetrieb, motorangetriebener Sportbootverkehr                                    |
| Talsperre Pöhl                                           | Hauptsperre        | Vorsperren Neuensalz und Thoßfell (Trieb) | Fahrgastschifffahrt, nichtmotorangetriebener und elektromotorangetriebener Sportbootverkehr              |
| Talsperre Bautzen (Spree)                                |                    |                                           | Fahrgastschifffahrt, nichtmotorangetriebener und elektromotorangetriebener Sportbootverkehr              |
| Speicherbecken Lohsa I (Kleine Spree)                    |                    |                                           | Fahrgastschifffahrt, nichtmotorangetriebener und elektromotorangetriebener Sportbootverkehr              |
| Talsperre Quitzdorf (Schwarzer Schöps)                   |                    |                                           | Fahrgastschifffahrt, nichtmotorangetriebener und elektromotorangetriebener Sportbootverkehr              |
| Lausitzer Neiße                                          | km 74,2            | km 178,4                                  | Fahrgastschifffahrt und Sportbootverkehr, ausgenommen Fahrzeuge mit Verbrennungsmotor                    |
| Speicherbecken Witznitz (Eula/Wyhra)                     |                    |                                           | nichtmotorangetriebener Sportbootverkehr                                                                 |
| Geierswalder See                                         |                    |                                           | Fahrgastschifffahrt, nichtmotorangetriebener und motorangetriebener Sportbootverkehr                     |
| Partwitzer See                                           |                    |                                           | Fahrgastschifffahrt, nichtmotorangetriebener und motorangetriebener Sportbootverkehr                     |
| Neuwieser See                                            |                    |                                           | Fahrgastschifffahrt, nichtmotorangetriebener und motorangetriebener Sportbootverkehr                     |
| Blunoer Südsee                                           |                    |                                           | Fahrgastschifffahrt, nichtmotorangetriebener und motorangetriebener Sportbootverkehr                     |
| Sabrodter See                                            |                    |                                           | Fahrgastschifffahrt, nichtmotorangetriebener und motorangetriebener Sportbootverkehr                     |
| Spreetaler See                                           |                    |                                           | Fahrgastschifffahrt, nichtmotorangetriebener und motorangetriebener Sportbootverkehr                     |
| Bergener See                                             |                    |                                           | nichtmotorangetriebener Sportbootverkehr                                                                 |
| Berzdorfer See                                           |                    |                                           | Fahrgastschifffahrt, nichtmotorangetriebener und motorangetriebener Sportbootverkehr                     |
| Bärwalder See                                            |                    |                                           | Fahrgastschifffahrt, nichtmotorangetriebener und motorangetriebener Sportbootverkehr                     |
| Überleiter                                               | Spreetaler See     | Sabrodter See                             | Fahrgastschifffahrt, nichtmotorangetriebener und motorangetriebener Sportbootverkehr                     |
| Überleiter                                               | Sabrodter See      | Bergener See                              | nichtmotorangetriebener Sportbootverkehr                                                                 |
| Überleiter                                               | Sabrodter See      | Blunoer See                               | Fahrgastschifffahrt, nichtmotorangetriebener und motorangetriebener Sportbootverkehr                     |
| Überleiter                                               | Blunoer See        | Neuwieser See                             | Fahrgastschifffahrt, nichtmotorangetriebener und motorangetriebener Sportbootverkehr                     |
| Überleiter                                               | Bergener See       | Neuwieser See                             | nichtmotorangetriebener Sportbootverkehr                                                                 |
| Überleiter                                               | Neuwieser See      | Partwitzer See                            | Fahrgastschifffahrt, nichtmotorangetriebener und motorangetriebener Sportbootverkehr                     |
| Überleiter                                               | Geierswalder See   | Partwitzer See                            | Fahrgastschifffahrt, nichtmotorangetriebener und motorangetriebener Sportbootverkehr                     |
| Cospudener See                                           |                    |                                           | Fahrgastschifffahrt, nichtmotorangetriebener und motorangetriebener Sportbootverkehr                     |
| Markkleeberger See                                       |                    |                                           | Fahrgastschifffahrt, nichtmotorangetriebener und motorangetriebener Sportbootverkehr                     |
| Zwenkauer See                                            |                    |                                           | Fahrgastschifffahrt, nichtmotorangetriebener und motorangetriebener Sportbootverkehr                     |
| Störmthaler See                                          |                    |                                           | Fahrgastschifffahrt, nichtmotorangetriebener und motorangetriebener Sportbootverkehr                     |
| Überleiter                                               | Cospudener See     | Zwenkauer See                             | Fahrgastschifffahrt, nichtmotorangetriebener und motorangetriebener Sportbootverkehr                     |
| Überleiter                                               | Markkleeberger See | Störmthaler See                           | Fahrgastschifffahrt, nichtmotorangetriebener und motorangetriebener Sportbootverkehr                     |